# Neil Harbisson
Neil Harbisson is een Spaans-Britse biohacker, die bekendheid kreeg door een permanent in zijn schedel geïmplanteerde antenne. Harbisson werd geboren met achromatopsie (volledige kleurenblindheid), wat op 11-jarige leeftijd bij hem werd gediagnosticeerd. Zijn antenne en implantaten vormen een cybernetische oplossing voor de kleurenblindheid, en stellen hem in staat kleuren te 'horen'. Harbisson heeft ook een implantatie van onderdelen van een kompas in zijn knie.

## Biografie
Harbisson werd geboren in Belfast, en groeide op in Catalonië. Hij studeerde muziekcompositie aan het Dartington College of Arts.
Tijdens die studie vroeg hij computerwetenschapper Adam Montandon of die iets kon bedenken waardoor Harbisson kleuren zou kunnen waarnemen, waarop Montandon software ontwikkelde die de golflengtes van kleuren omzet in geluidsgolven. Eind 2003 begon Harbisson met het dragen van een camera op zijn voorhoofd, die verbonden was met een computer die kleuren naar klanken vertaalde, die hij vervolgens beluisterde door een hoofdtelefoon. Begin 2004 liet hij een antenne in zijn schedel implanteren. Kort daarop werd zijn aanvraag voor paspoortverlenging afgewezen, omdat de Britse autoriteiten het dragen van elektronische apparatuur op pasfoto's verbieden. Na maanden discussie ging de Britse overheid toch akkoord. Sindsdien typeren media hem als de eerste cyborg ter wereld.
Harbisson is met zijn opvallende voorkomen, met antenne en blond Jommeke-achtig bloempotkapsel, een levend kunstproject, waarbij hij zowel de kunstenaar als het kunstwerk is. In zijn hoedanigheid als kunstenaar maakt hij ook andere werken, zoals schilderijen en live muziekstukken, gerelateerd aan kleur als geluid.
Met zijn "eyeborg", zoals hij zijn antenne noemt, neemt hij meer kleuren waar dan die in het zichtbaar spectrum, waaronder infrarood en ultraviolet.  Hoe verzadigder de kleur, hoe luider het volume. Ook kan hij er via bluetooth rechtstreeks in zijn hoofd camerabeelden mee ontvangen. Hij staat vijf van zijn vrienden toe om dergelijke beelden naar zijn hoofd te sturen. Eén keer werd hij gehackt, toen een onbekende hem beelden begon te sturen. Ook probeerde een agent ooit zijn antenne te verwijderen, omdat de diender dacht dat er foto's mee werden gemaakt.
Harbisson zocht twee jaar naar een chirurg die hem illegaal wilde opereren. Een chirurg zette uiteindelijk een chip en antenne met vier implantaten vast in zijn achterhoofdsbeen. Hij had daarna vijf weken erge hoofdpijn. Na enkele maanden begon zijn brein automatisch de associatie te maken tussen de kleur rood en de toon fa. Het geheel laadt hij draadloos op via inductie. Hij voelt zich er meer verbonden mee met de natuur, omdat hij zich nu kan identificeren met allerlei dieren, zoals insecten met hun antennes, en dolfijnen die ook geluidstrillingen door botgeleiding waarnemen.
In 2010 was hij betrokken bij de oprichting van de Cyborg Foundation, die mensen helpt cyborgs te worden en cyborg-rechten verdedigt. Een spin-off daarvan, Cyborg Foundation Lab, creëert nieuwe technologische implantaten. Tevens was hij medeoprichter van CyborgNest, dat elektronische zintuigen verhuurt en verkoopt.
Een Catalaanse jeugdvriendin van hem, Moon Ribas, liet zich ook tot cyborg transformeren, middels een chip waarmee ze aardschokken ervaart. Samen leerden ze morse, en maken hun tanden verbinding met het internet.
Harbisson was meerdere keren in Nederland. Hij bezocht begin 2013 onder meer het Stedelijk Museum Amsterdam. Medio 2017 sprak hij op een bijeenkomst van de Dutch Data Science Week & SAS Forum. Eind dat jaar was hij spreker op de conferentie Brave New World in Leiden.